# عين غمسة
عين غمسة هي أحد عيون مدينة الجبيل في المنطقة الشرقية من المملكة العربية السعودية.
تقع عين غمسة على بعد 10 كم شمال مدينة الجبيل، وتبعد 6 كم عن خط الساحل، ومخرج مياهها على عمق 2.5 متر من سطح البحر، وتعد عين غمسة واحدة من أكبر العيون البحرية، فقد كان تدفق المياه منها يقدر بنحو 6 لترات/انية ونوعية مياهها متوسطة٬ فتركيز الأملاح في مياهها 4.180 جزءًا /ليون.